# Kumiko Itō
Kumiko Ito (イトクミコ Itō Kumiko?)  es una seiyū japonesa nacida el 8 de mayo de 1980 en la Prefectura de Hyōgo. Ha participado en series como Deadman Wonderland, Yes! Pretty Cure 5 y Kirarin Revolution, entre otras. Está afiliada a 81 Produce.

## Roles Interpretados
- Peach Girl como Kako (1997).
- Grand Chase como Lire Eryuell (2003).
- Kirarin Revolution como Miku (2004).
- Deadman Wonderland como Koshio Karako (2007).
- Yes! Pretty Cure 5 como Kaori Konno (2008).
- Genji Monogatari Sennenki como Nyōbō (ep 1) (2009).
- R-15 como Misa Yoruno (2011).